# Фадеев, Василий Иванович
Василий Иванович Фадеев (1923—1974) — старший лейтенант Советской Армии, участник Великой Отечественной войны, Герой Советского Союза (1945).

## Биография
Василий Фадеев родился 10 января 1923 года в деревне Большое Давыдово (ныне — Павловский район Нижегородской области). Окончил девять классов школы. В мае 1941 года Фадеев был призван на службу в Рабоче-крестьянскую Красную Армию. В 1942 году он окончил Московское пехотное училище. С апреля 1943 года — на фронтах Великой Отечественной войны.
К январю 1945 года лейтенант Василий Фадеев командовал взводом автоматчиков 8-й мотострелковой бригады 9-го танкового корпуса 33-й армии 1-го Белорусского фронта. Отличился во время освобождения Польши. 16 января 1945 года взвод Фадеева провёл разведку на подступах к Радому и одним из первых ворвался в сам город. 19 января 1945 года во время боёв за Лодзь Фадеев со своим взводом очистил от противника несколько домов, захватив в плен несколько немецких солдат. 22 января 1945 года в боях за Калиш он получил тяжёлое ранение, но продолжал сражаться.
Указом Президиума Верховного Совета СССР от 24 марта 1945 года лейтенант Василий Фадеев был удостоен высокого звания Героя Советского Союза с вручением ордена Ленина и медали «Золотая Звезда».
В 1947 году в звании старшего лейтенанта Фадеев был уволен в запас. Проживал и работал в Таллине. Умер 25 июня 1974 года, похоронен на Военном кладбище Таллина.
Был также награждён орденами Отечественной войны 2-й степени и Красной Звезды, рядом медалей.